# Minnie M. Cox
Minnie M. (Geddings) Cox (1869–1933) fue una profesora estadounidense que se convirtió en la primera mujer afroamericana en servir como cartera en los Estados Unidos. Estuvo en el centro de un debate nacional a principios de la década de 1900, cuando ciudadanos blancos locales intentaron echarla a la fuerza de su trabajo. También cofundó uno de los primeros bancos pertenecientes a negros del estado, así como una compañía de seguros.

## Biografía
Minnie M. Geddings nació en 1869, hija de Mary Geddings y William Geddings, en Lexington, Misisipi. A los 19 años  se graduó por la Universidad de Fisk con una licenciatura en educación. Enseñó en una escuela durante un tiempo, y en 1889 se casó con Wayne W. Cox, entonces un director de colegio en Indianola, Misisipi. Eran activos en el Partido Republicano.
En 1891, durante la administración del presidente Benjamin Harrison, fue nombrada cartera de Indianola. Fue la primera mujer afroamericana en tener dicho cargo. Cox perdió su trabajo en 1892 bajo el presidente Grover Cleveland (un Demócrata) pero fue repuesta en 1897 por el presidente William McKinley, y continuó sirviendo bajo el presidente Theodore Roosevelt.
Cox era considerada una cartera excelente. Sin embargo, durante la administración Roosevelt los ciudadanos blancos locales empezaron a agitar para expulsar a los afroamericanos de buenos trabajos como el que Cox tenía. El político y supremacista blanco James K. Vardaman dirigió una campaña en su diario, El Greenwood Commonwealth, para forzar su dimisión. Finalmente los ciudadanos de Indianola votaron para que Cox dimitiera un año antes de que expirara su cargo. Cox inicialmente rechazó dimitir, aunque hizo saber que no aspiraría a la reelección cuando terminara su plazo.
Como las amenazas contra Cox se acrecentaban y tanto el alcalde como el sheriff rechazaban protegerla, cambió de idea y presentó su dimisión, efectiva el 1 de enero de 1903. El presidente Roosevelt se negó a aceptar su dimisión, y en su lugar cerró la oficina de correos de Indianola, indicando que no la reabriría hasta que Cox pudiera reanudar de forma segura su trabajo. El presidente también ordenó al fiscal general de los EE.UU procesar a los ciudadanos de Indianola que habían amenazado con violencia a Cox. Unos cuantos días más tarde, Cox dejó la ciudad por preocupación sobre su seguridad personal. La situación se convirtió en una noticia nacional, desatando un debate sobre "raza, derechos de los estados, y poder federal".
Cuando el cargo de Cox expiró en 1904, la oficina de correos de Indianola reabrió con un cartero diferente. Cox y su marido regresaron a Indianola, donde  abrieron el Delta Penny Savings Bank, uno de los primeros bancos que pertenecían a negros del estado. También fundaron una de las primeras compañías de seguros pertenecientes a negros en Estados Unidos que ofrecía seguros de vida completos, la Mississippi Life Insurance Company. Fueron firmes partidarios de los negocios negros en el estado.
Tras la muerte de su marido en 1925, Cox volvió a casarse. Ella y su segundo marido, George Llave Hamilton, se mudaron a Tennessee y más tarde a Rockford, Illinois. Cox falleció en 1933.

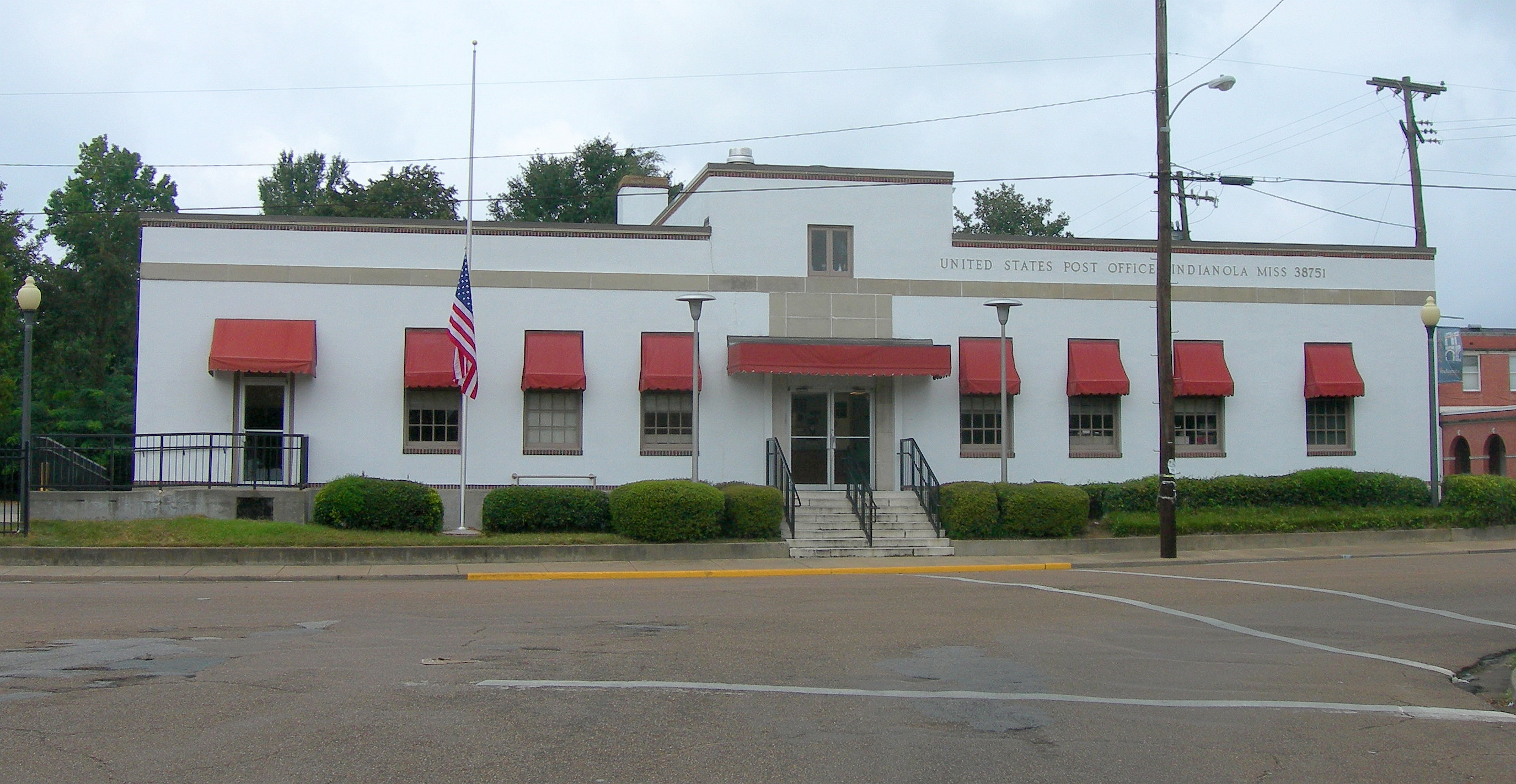
La oficina de correos Minnie Cox en Indianola.

## Honores
En 2008, un edificio de oficina de correos en Indianola fue nombrado en honor de Minnie Cox "como tributo a todo lo que consiguió por romper barreras".
En Indianola, la calle Cox y el parque Wayne y Minnie Cox se llaman así en honor a Cox y su marido.